# مهندسی صنایع غذایی

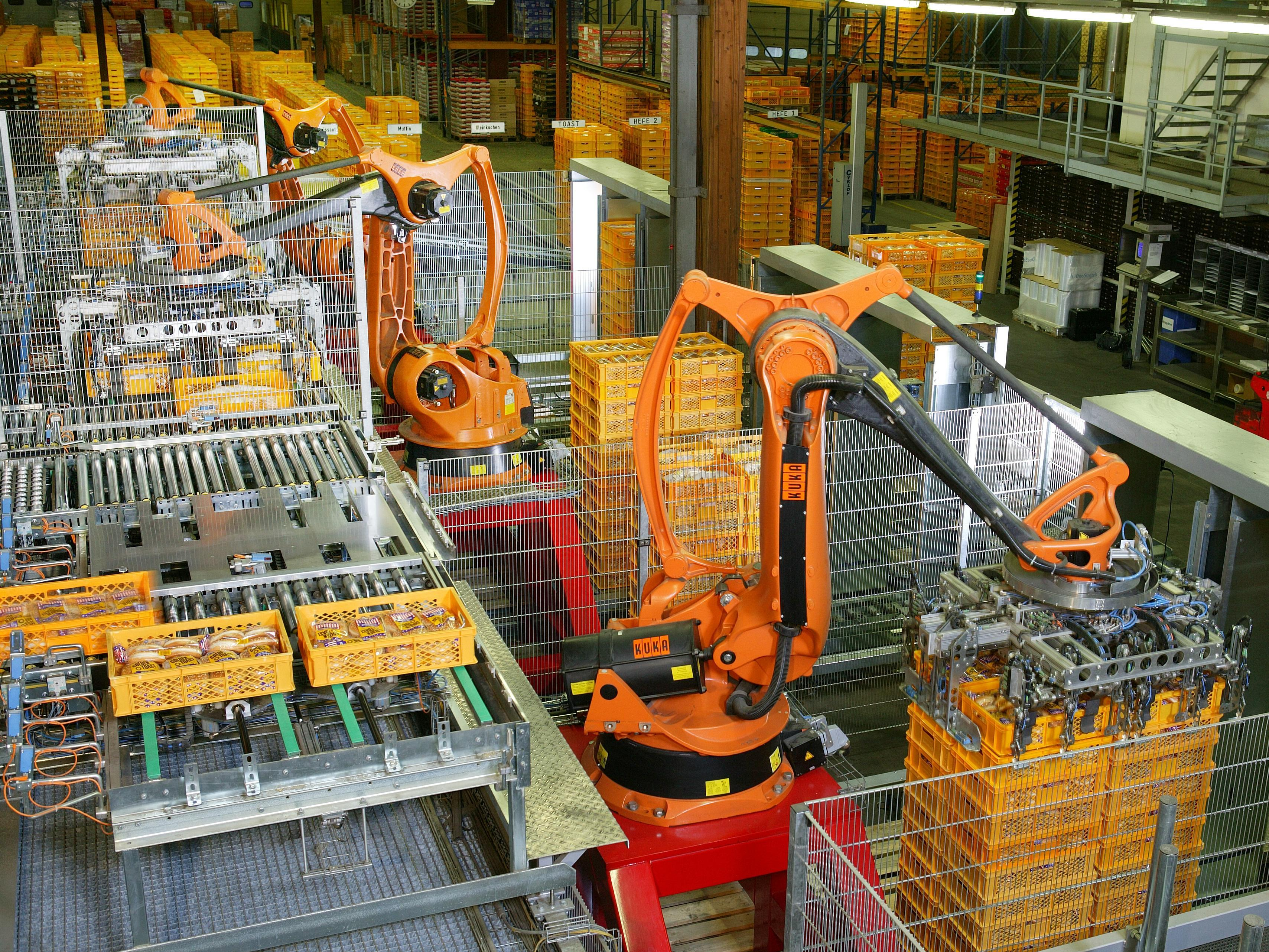
کارخانه نان در آلمان

مهندسی صنایع غذایی رشته‌ای علمی، دانشگاهی و حرفه‌ای است که اصول مهندسی، علوم و ریاضیات را در فراوری، تولید، جابجایی، ذخیره‌سازی، نگهداری، کنترل، بسته‌بندی و توزیع محصولات غذایی استفاده می‌کند. با توجه به این که مهندسی مواد غذایی تکیه بر علوم غذایی و رشته‌های مهندسی جامع تری چون مهندسی برق، مکانیک، عمران، شیمی، صنایع و کشاورزی دارد، به عنوان رشته‌ای چند رشته‌ای و چندجانبه در نظر گرفته می‌شود. با دقت به ماهیت طبیعی پیچیده مواد غذایی، مهندسی مواد غذایی همچنین مفاهیم و مطالعات شیمیایی و فیزیکی خاص تری مانند بیوشیمی، میکروبیولوژی، شیمی مواد غذایی، ترمودینامیک، پدیده‌های حمل و نقل، رئولوژی و انتقال حرارت را ترکیب می‌کند. مهندسان مواد غذایی این دانش و معلومات را برای طراحی مقرون به صرفه، تولید و تجاری سازی مواد غذایی پایدار، ایمن، مغذی، سالم، مشتری‌پسند، مقرون به صرفه و با کیفیت بالا و همچنین برای توسعه سیستم‌های غذایی، ماشین آلات و دستگاه‌ها به کار می‌برند.

## تاریخ
اگرچه مهندسی غذایی یک رشته مطالعاتی نسبتاً جدید و در حال توسعه است، اما بر مفاهیم و فعالیت‌های دیرینه استوار است. تمرکز شناخته شدهٔ مهندسی صنایع غذایی بر امر نگهداری بوده، که این مهم شامل بر حفظ و استریل کردن غذاها، جلوگیری از فساد و حفظ مواد مغذی در غذا برای مدت طولانی تری است. تلاش‌های مرسوم شامل بر کاهش رطوبت و تغلیظ مواد غذایی، بسته‌بندی محافظت کننده، کنسرو کردن و خشک کردن انجمادی هستند. در طول تاریخ توسعه فن‌آوری‌های غذایی بسیار تحت تأثیر جنگ‌ها و سفرهای طولانی، از جمله مأموریت‌های فضایی قرار گرفته‌است، مواقعی که ماندگاری طولانی مدت غذا و حفظ مواد مغذی برای بقا ضروری است. بخش دیگری از فعالیت‌های معمول شامل آسیاب، ذخیره‌سازی و فرآیندهای تخمیر است. اگرچه چندین فعالیت معروف همچنان مورد توجه هستند و اساس فناوری‌ها و نوآوری‌های امروزی را تشکیل می‌دهند، اما تمرکز مهندسی مواد غذایی در سال‌های اخیر به کیفیت، ایمنی، طعم، سلامت و پایداری مواد غذایی معطوف شده‌است.

## کاربرد و شیوه‌ها
موارد زیر برخی از کاربردها و شیوه‌های مورد استفاده در مهندسی مواد غذایی برای تولید مواد غذایی ایمن، سالم، خوش طعم و پایدار را ارائه می‌کند:

### سردسازی و انجماد

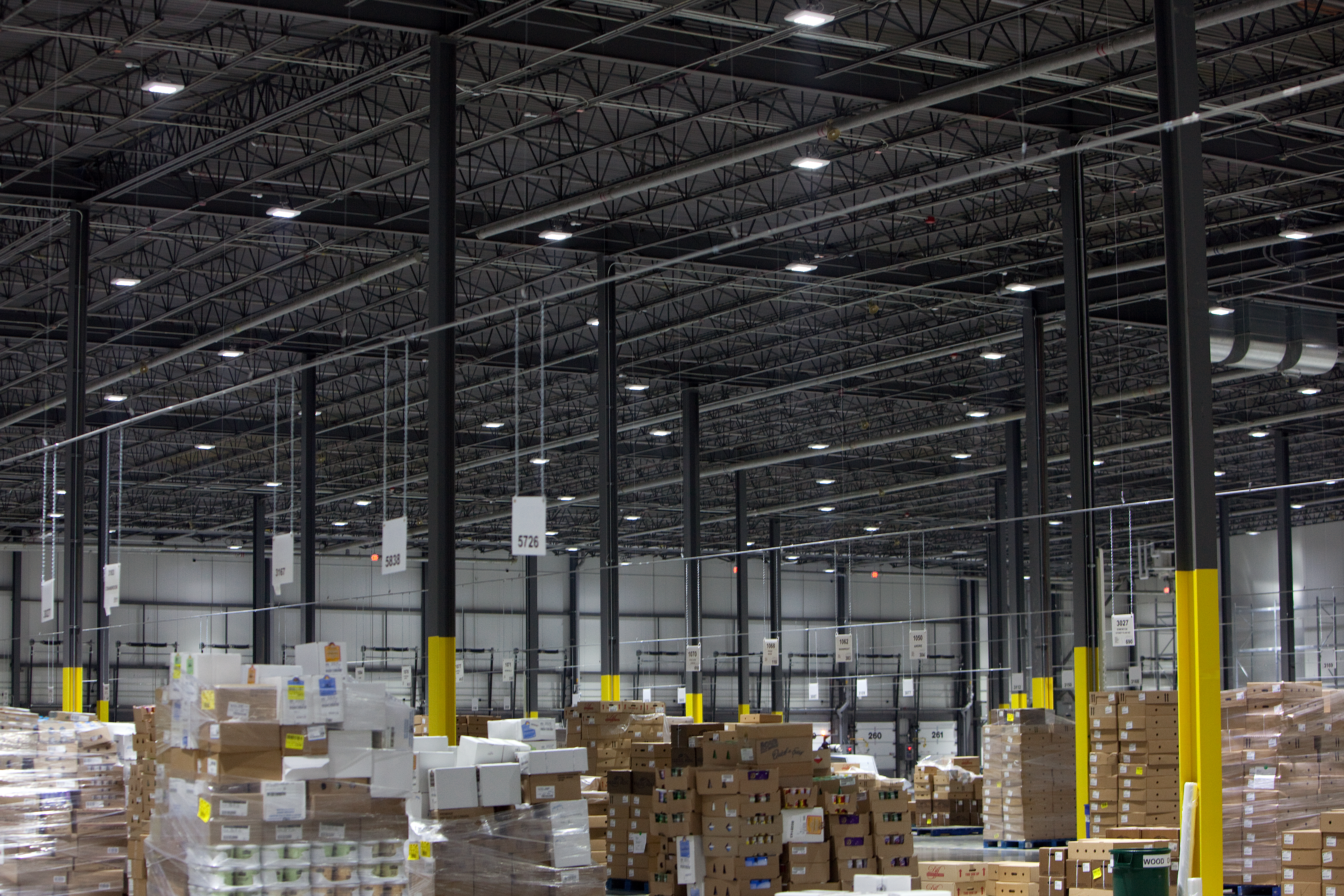
مرکز توزیع مواد غذایی با فناوری‌های تبریدی

هدف اصلی سردسازی یا انجماد مواد غذایی حفظ کیفیت و ایمنی مواد غذایی است. تبرید و انجماد به حفظ خواص مواد غذایی فاسد شدنی کمک می‌کنند و برخی از عوامل کیفیت مواد غذایی مانند ظاهر، بافت، طعم، مواد مغذی را از آسیب حفظ می‌کند. انجماد مواد غذایی رشد باکتری‌هایی را که به‌طور بالقوه می‌توانند به مصرف‌کنندگان آسیب برسانند، کند می‌کند.

### تبخیر
از تبخیر برای مرحلهٔ پیش از تغلیظ، افزایش ماده خشک، تغییر رنگ و کاهش آب مواد غذایی و محصولات مایع استفاده می‌شود. ین فرایند بیشتر در فرآوری شیر، فرآورده‌های نشاسته، قهوه، آب میوه، پوره و کنسانتره سبزیجات، چاشنی‌ها، سس‌ها، شکر و روغن خوراکی دیده می‌شود. از تبخیر در فرآیندهای کم‌آبی مواد غذایی نیز استفاده می‌شود. از اهداف کم‌آب کردن جلوگیری از رشد کپک‌ها در مواد غذایی است که فقط در صورت وجود رطوبت ایجاد می‌شوند. این فرایند را همچنین می‌توان برای سبزیجات، میوه‌ها، گوشت‌ها و ماهی‌ها استفاده کرد.

### بسته‌بندی
فناوری‌های بسته‌بندی مواد غذایی برای افزایش ماندگاری محصولات، تثبیت خواص غذا (حفظ طعم، ظاهر و کیفیت) و تمیز نگه داشتن، محافظت کردن و مشتری پسندی استفاده می‌شود. این مهم را می‌توان به عنوان مثال با بسته‌بندی مواد غذایی در قوطی‌ها و شیشه‌ها به دست آورد. از آنجایی که تولید مواد غذایی باعث ایجاد مقادیر زیادی زباله می‌شود، بسیاری از شرکت‌ها برای حفظ محیط زیست و جلب توجه مصرف‌کنندگان آگاه به محیط زیست، به بسته‌بندی‌های سازگار با محیط زیست روی می‌آورند. برخی از انواع بسته‌بندی‌های سازگار با محیط زیست شامل پلاستیک‌های ساخته شده از ذرت یا سیب زمینی، محصولات پلاستیکی و کاغذی قابل تبدیل به کمپوست زیستی است که تجزیه یا بازیافت می‌شوند. اگرچه استفاده از بسته‌بندی سازگار با محیط زیست اثرات مثبتی بر محیط‌زیست دارد، اما بسیاری از شرکت‌ها مزایای دیگری مانند کاهش مواد زائد بسته‌بندی، کمک به جذب و حفظ مشتریان و نشان دادن اینکه شرکت‌ها به محیط زیست اهمیت می‌دهند، را نیز مدنظر قرار می‌دهند.

### انرژی برای فرآوری موادغذایی
برای افزایش پایداری فرآوری مواد غذایی نیاز به بهره‌وری انرژی و بازیابی گرمای تلف شده‌است. جایگزینی فرآیندهای متداول انرژی‌بر در صنایع غذایی با فناوری‌های جدید مانند چرخه‌های ترمودینامیکی و فرآیندهای گرمایش غیرحرارتی، پتانسیل‌های زیادی برای کاهش مصرف انرژی، کاهش هزینه‌های تولید و بهبود پایداری در تولید مواد غذایی ایجاد می‌کند.

### انتقال حرارت در فرآوری مواد غذایی
انتقال حرارت در فرآوری تقریباً هر محصول غذایی تجاری شده‌ای مهم است و برای حفظ کیفیت بهداشتی، تغذیه ای و حسی غذا ضروری است. روش‌های انتقال حرارت شامل بر از القاء، همرفت و تابش هستند. این روش‌ها برای ایجاد تغییرات در خواص فیزیکی مواد غذایی هنگام انجماد، پخت یا سرخ کردن عمیق محصولات و همچنین هنگام اعمال حرارت اهمی یا اشعه مادون قرمز به غذا استفاده می‌شوند. این ابزارها به مهندسان مواد غذایی اجازه می‌دهد تا در ایجاد خواص خاصی و تغییر محصولات غذایی نوآوری کنند.

### سیستم‌های مدیریت ایمنی مواد غذایی (FSMS)
یک سیستم مدیریت ایمنی غذا (FSMS) «رویکردی سیستماتیک برای کنترل خطرات مربوط به ایمنی مواد غذایی در یک بیزینس به منظور اطمینان از ایمن بودن محصول غذایی برای مصرف است.» در برخی کشورها FSMS یک الزام قانونی است که همه مشاغل تولید مواد غذایی را موظف می‌کند از FSMS بر اساس اصول تحلیل زیان و کنترل نقاط بحرانی (HACCP) استفاده کنند. HACCP یک سیستم مدیریتی است که ایمنی مواد غذایی را از طریق تجزیه و تحلیل و کنترل خطرات بیولوژیکی، شیمیایی و فیزیکی در تمام مراحل زنجیره تأمین مواد غذایی مورد بررسی قرار می‌دهد.
ISO 22000 الزامات FSMS را مشخص می‌کند.

## فناوری‌های نوظهور
فناوری‌های زیر که همچنان در حال پیشرفت هستند، به نوآوری و پیشرفت شیوه‌های مهندسی مواد غذایی کمک کرده‌اند:

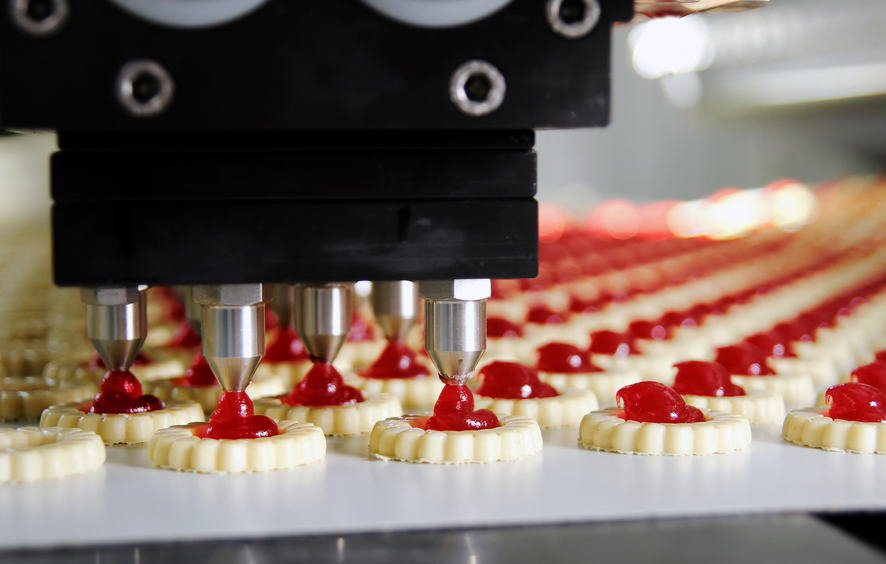
تولید کلوچه به صورت اتوماتیک

### چاپ سه بعدی مواد غذایی
چاپ سه بعدی که به عنوان ساخت افزایشی نیز شناخته می‌شود، فرایند استفاده از فایل‌های دیجیتال برای ایجاد اشیاء سه بعدی است. در صنایع غذایی از پرینت سه بعدی مواد غذایی برای پردازش لایه‌های غذایی با استفاده از تجهیزات کامپیوتری استفاده می‌شود. فرایند پرینت سه بعدی کند است، اما در طول این چند ساله با هدف کاهش هزینه‌ها و زمان پردازش در حال بهبود است. برخی از مواد غذایی موفقی که از طریق فناوری سه بعدی چاپ شده‌اند عبارتند از: شکلات، پنیر، روکش کیک، بوقلمون، پیتزا، کرفس و… این فناوری به‌طور مداوم در حال بهبود و توسعه است و پتانسیل ارائه مواد غذایی مقرون به صرفه و کارآمد انرژی را دارد که انتظارات مربوط به پایداری، ایمنی و تنوع غذایی را برآورده می‌کند.

### حسگرهای زیستی
از حسگرهای زیستی می‌توان برای کنترل کیفیت در آزمایشگاه‌ها و در مراحل مختلف فرآوری مواد غذایی استفاده کرد. فناوری حسگر زیستی یکی از راه‌هایی است که کشاورزان و تولیدکنندگان غذا خود را با افزایش تقاضای جهانی غذا سازگار کرده‌اند و در عین حال تولید و کیفیت مواد غذایی خود را بالا نگه می‌دارند. علاوه بر این، از آنجایی که میلیون‌ها نفر از بیماری‌های منتقله از غذا ناشی از باکتری‌ها و ویروس‌ها رنج می‌برند، حسگرهای زیستی به ابزاری مهم برای اطمینان از ایمنی مواد غذایی تبدیل شده‌اند. آنها به ردیابی و تجزیه و تحلیل کیفیت غذا در چندین بخش از زنجیره تأمین کمک می‌کنند: که شامل فراوری مواد غذایی، حمل و نقل و تجاری سازی هستند. حسگرهای زیستی همچنین می‌توانند به شناسایی ارگانیسم‌های اصلاح‌شده ژنتیکی (GMOs) برای کمک به تنظیم محصولات GMO کمک کنند. با پیشرفت برخی فناوری‌ها، مانند فناوری نانو، استفاده از حسگرهای زیستی به‌طور مداوم در حال توسعه است.

### پاستوریزه کردن شیر با مایکروویو
وقتی شرایط نگهداری شیر رعایت شود، شیر طعم بسیار خوب خود را حفظ می‌کند. با این حال، طعم اکسید شده مشکلی است که بر طعم و ایمنی شیر تأثیر منفی می‌گذارد. برای جلوگیری از رشد باکتری‌های بیماری‌زا و افزایش ماندگاری شیر، فرآیندهای پاستوریزه سازی بیش از پیش توسعه داده شده‌اند. شیر مایکروویو شده برای جلوگیری از اکسیداسیون در مقایسه با روش‌های سنتی پاستوریزه کردن شیرمورد مطالعه قرار گرفته‌است و این نتیجه معلوم شده که زمانی که شیر را تحت مایکروویو پاستوریزه می‌کند، کیفیت بهتری پیدا می‌کند.

## آموزش و پرورش

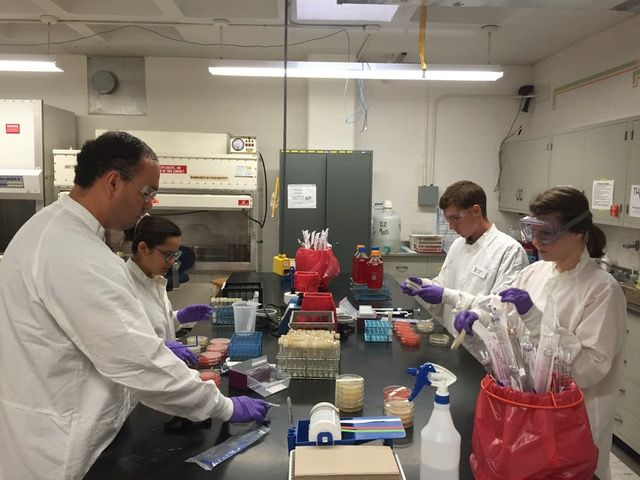
دانشجویانی که در آزمایشگاه علوم غذایی کار می‌کنند.

در دهه ۱۹۵۰، مهندسی صنایع غذایی به عنوان یک رشته دانشگاهی ظهور کرد، این موضوع زمانی اتفاق افتاد که چندین دانشگاه ایالات متحده علوم غذایی و فناوری مواد غذایی را در برنامه‌های درسی خود گنجاندند و کارهای مهمی در زمینه مهندسی مواد غذایی انجام دادند. امروزه موسسات آموزشی در سراسر جهان مدارک کارشناسی، کارشناسی ارشد و دکترا را در رشته مهندسی مواد غذایی ارائه می‌دهند. با این حال، به دلیل ویژگی منحصر به فرد مهندسی مواد غذایی، آموزش آن اغلب به عنوان شاخه ای از برنامه‌های گسترده‌تر در زمینه علوم غذایی، فناوری مواد غذایی، بیوتکنولوژی یا مهندسی کشاورزی و شیمی ارائه می‌شود. همچنین داوطلبان آموزش مهندسی مواد غذایی آموزه‌هایی از چند رشته دیگر چون ریاضیات، شیمی، بیوشیمی، فیزیک، میکروبیولوژی، تغذیه و حقوق نیز یادمی‌گیرند.
مهندسی صنایع غذایی هنوز به عنوان یک رشته تحصیلی در حال رشد و توسعه است و برنامه‌های درسی دانشگاهی همچنان در حال تکامل هستند. برنامه‌های آموزشی مهندسی مواد غذایی در آینده به دلیل چالش‌های موجود در صنایع غذایی، از جمله اقتصاد زیستی، امنیت غذایی، رشد جمعیت، ایمنی غذا، تغییر عادات غذایی، جهانی‌سازی، تغییرات آب و هوایی، هزینه انرژی و تغییر در ارزش‌ها و هزینه سوخت‌های فسیلی در معرض تغییر هستند. برای پرداختن به این چالش‌ها، که نیازمند توسعه محصولات، خدمات و فرآیندهای جدید است، برنامه‌های داشگاهی از اشکالی با ابتکار بیشتر و تکیه بر بخش عملی در آموزش استفاده می‌کنند. به عنوان مثال، آزمایشگاه‌های با نوآوری، برنامه‌های تحقیقاتی و پروژه‌هایی با شرکت‌های مواد غذایی و تولیدکنندگان تجهیزات توسط برخی از دانشگاه‌ها پذیرفته می‌شوند. علاوه بر این، مسابقات مهندسی مواد غذایی و مسابقات سایر رشته‌های علمی در حال پدید آمدن هستند.
با تقاضای فزاینده برای مواد غذایی ایمن، پایدار و سالم و فرایندها و بسته‌بندی‌های سازگار با محیط زیست، بازار کار بزرگی برای نیروهای آینده مهندسی مواد غذایی وجود دارد. مهندسان غذایی معمولاً توسط صنایع غذایی، دانشگاه‌ها، سازمان‌های دولتی، مراکز تحقیقاتی، شرکت‌های مشاوره، شرکت‌های داروسازی، شرکت‌های مراقبت‌های بهداشتی و پروژه‌های کارآفرینی استخدام می‌شوند. این جایگاه‌های شغلی شامل بر شغل‌های مهندسین مواد غذایی، میکروبیولوژیست‌های مواد غذایی، مهندسین زیستی/بیوتکنولوژی، تغذیه، پایش، ایمنی مواد غذایی و مدیریت کیفیت است هرچند که مشاغل دیگری را نیز می‌تواند دربرگیرد.

## چالش‌ها

### ماندگاری
تولید مواد غذایی اثرات منفی بر محیط زیست مانند انتشار مقادیر زیادی زباله و آلودگی آب و هوا دارد که باید توسط مهندسان مواد غذایی در توسعه عملیات تولید و فرآوری مواد غذایی مورد توجه قرار گیرد. دانشمندان و مهندسان روش‌های مختلفی برای ایجاد فرآیندهای بهبود یافته که آلودگی را کاهش می‌دهند، آزمایش می‌کنند، اما برای دستیابی به یک زنجیره تأمین مواد غذایی پایدار، باید این فرایندها بیش از پیش بهبود یابند. مهندسان مواد غذایی باید شیوه‌ها و فناوری‌های فعلی را مورد ارزیابی مجدد قرار دهند تا بر افزایش بهره‌وری و در عین حال کاهش مصرف آب و انرژی و کاهش میزان ضایعات تولیدی تمرکز کنند.

### رشد جمعیت
اگرچه عرضه مواد غذایی سالانه افزایش می‌یابد، اما تعداد گرسنگان نیز افزایش یافته‌است. انتظار می‌رود جمعیت جهان تا سال ۲۰۵۰ به ۹ تا ۱۰ میلیارد نفر برسد و مشکل سوء تغذیه همچنان در اولویت است. برای دستیابی به امنیت غذایی، مهندسان مواد غذایی ملزم به رسیدگی به کمبود زمین و آب هستند تا رشد و غذای کافی را برای افراد کم‌برخوردار فراهم کنند.
علاوه بر این، تولید مواد غذایی به زمین و تأمین آب بستگی دارد که با افزایش جمعیت تحت فشار قرار دارند. فشار فزاینده ای بر منابع زمین وجود دارد که ناشی از افزایش جمعیت است و منجربه گسترش زمین‌های زراعی می‌شود. این معمولاً شامل تخریب جنگل‌ها و بهره‌برداری از زمین‌های قابل کشت است. مهندسان مواد غذایی با چالش یافتن راه‌های پایدار برای تولید برای سازگاری با جمعیت رو به رشد روبرو هستند.

### سلامت انسان
مهندسان غذا باید فناوری‌ها و عملیات مواد غذایی را با گرایش مصرف‌کنندگان جدید به سمت مصرف مواد غذایی سالم و مغذی تطبیق دهند. برای تأمین مواد غذایی با این کیفیت‌ها و به نفع سلامت انسان، مهندسان غذا باید با متخصصان در حوزه‌های دیگر مانند پزشکی، بیوشیمی، شیمی و مصرف گرایی همکاری کنند. فناوری‌ها و شیوه‌های جدید باید برای افزایش تولید مواد غذایی که تأثیر مثبتی بر سلامت انسان دارند، توسعه یابد.